# تامازاتیوبه استارویه
تامازاتیوبه استارویه (به لاتین: Tamazatyube Staroye) یک منطقهٔ مسکونی در روسیه است که در شهرستان بابایورتوفسکی واقع شده‌است.